# Palazzo dell'Università (Parma)
Il Palazzo dell'Università, anche noto come Palazzo Centrale, è un edificio dalle severe forme controriformistiche, situato in strada dell'Università 12 a Parma; costituisce la sede centrale dell'Università degli Studi di Parma, di cui ospita il rettorato, l'Aula Magna, gli uffici amministrativi, le strutture del Dipartimento di Giurisprudenza e la sede principale del museo di Storia naturale.

## Storia
I primi gesuiti giunsero a Parma nel 1539 e si stabilizzarono nel 1552 nell'area dell'originaria chiesa di San Rocco, iniziata nel 1528 in seguito a una pestilenza. Fu tuttavia solo nel 1564 che il duca Ottavio Farnese li chiamò ufficialmente in città, emettendo il decreto istitutivo del Collegio della Compagnia di Gesù, che assegnava loro la chiesa e tre case adiacenti. Nel corso dei decenni successivi acquistarono anche gli altri edifici dell'isolato, grazie a numerosi lasciti e donazioni.
In un primo tempo i gesuiti collaborarono con l'Università per l'attività didattica, ma nel 1599 avviarono corsi autonomi universitari nel Collegio di San Rocco, con sede in un palazzo posto nell'isolato di fronte all'odierno palazzo, collegato con un ponticello.
Numerosi architetti presentarono negli anni i progetti di costruzione del collegio, tra i quali frate Giovanni Tristano nel 1565, padre Blandino nel 1629 e altri; occorse però attendere la metà del XVII secolo, quando il giovane novizio Giovanni Federico Cusani decise di donare alla Compagnia di Gesù un sostanzioso lascito, che, perfezionato nel 1662, consentì nel 1659 l'avvio dei lavori di costruzione del grande Collegio.
L'edificio fu portato a termine intorno al 1730, anche se rimase parzialmente incompleto nella zona attigua all'ingresso. Nel 1737 iniziarono i lavori di ricostruzione della chiesa di San Rocco, che fu inaugurata nel 1750.
Nel 1768 i gesuiti furono espulsi dal ducato di Parma per iniziativa del ministro Guillaume du Tillot e l'edificio fu assegnato all'Università degli Studi di Parma, la cui gestione divenne interamente laica e pubblica.
Nei decenni successivi il palazzo fu adattato alle esigenze didattiche e divenne anche la sede del museo di Storia naturale, istituito nel 1766 da padre Jean Baptiste Fourcault, ornitologo presso la Corte ducale; l'esposizione fu completata nel 1925 e da allora occupa un intero lato del palazzo universitario. Ad essa fu in seguito affiancata una seconda sede, all'interno dell'Orto botanico.

## Descrizione

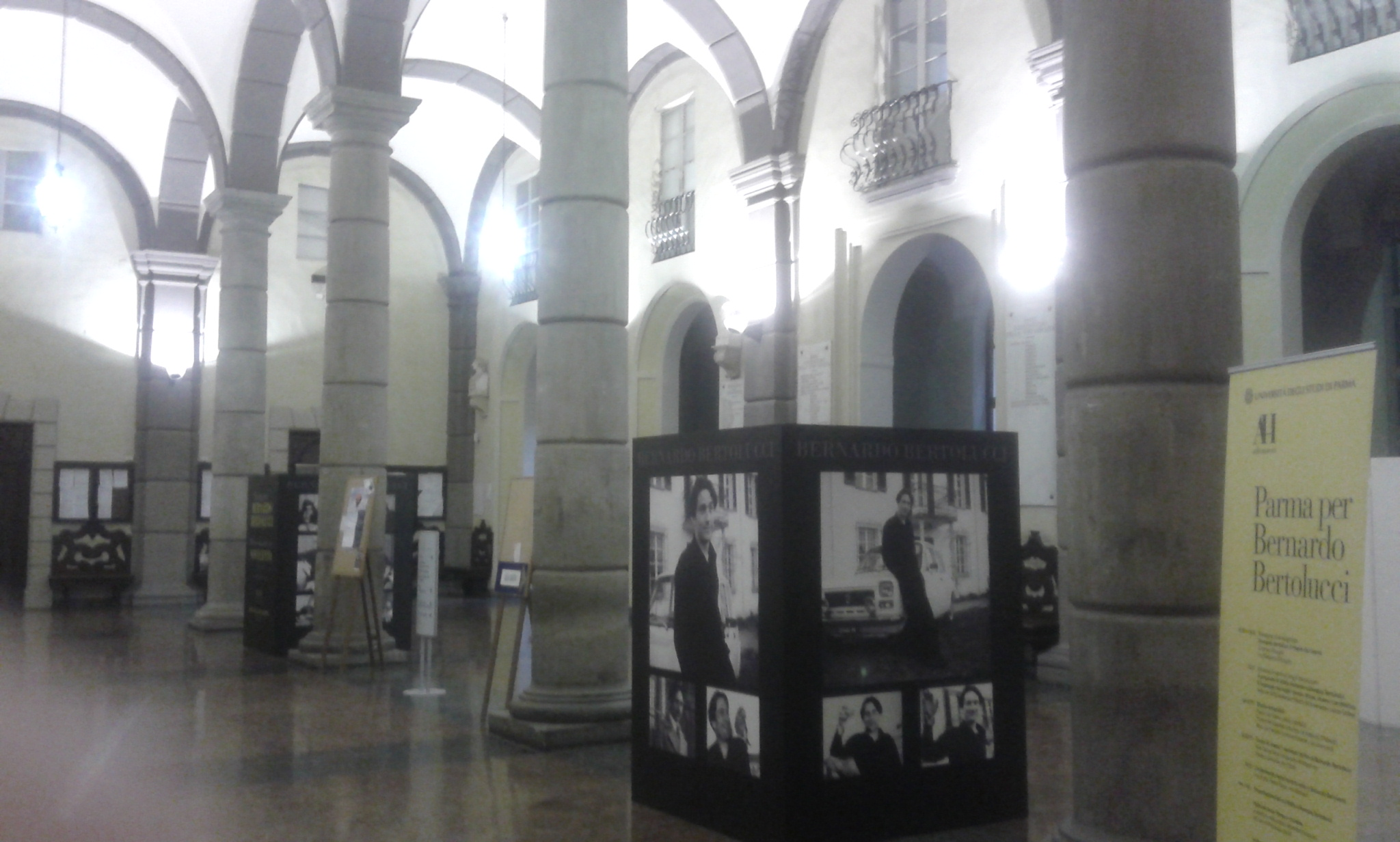
Atrio delle Colonne

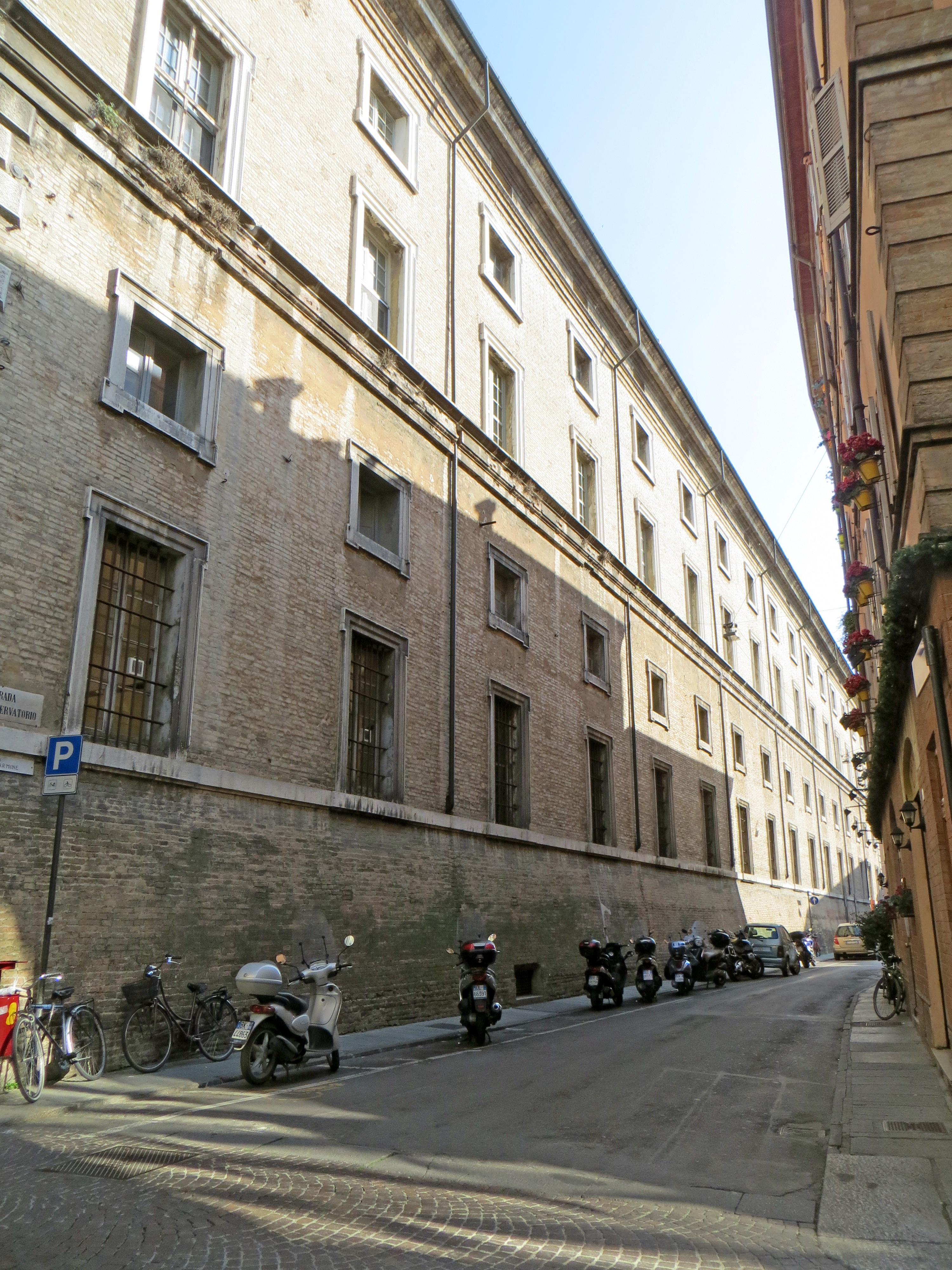
Facciata ovest

L'imponente palazzo si sviluppa attorno ad un grande cortile centrale quadrato, allungandosi anche sul retro della chiesa di San Rocco.
Le tre facciate sono caratterizzate dallo stile fortemente rigoroso, tipico del carattere controriformistico. Interamente rivestite in laterizio, presentano una base leggermente speronata ed una fascia marcapiano in pietra tra il livello terreno ed il primo; i prospetti sono ordinatamente punteggiati da numerose finestre inquadrate da cornici in pietra. In corrispondenza dell'ingresso la decorazione si interrompe, evidenziando la parziale incompletezza del palazzo; anche il portale a centina risulta incompiuto.
All'interno si accede al vasto e imponente Atrio delle Colonne, caratterizzato dalle alte colonne a bugnato poggianti su basamenti in pietra, che sostengono le volte a crociera del soffitto.
Uno scalone balaustrato conduce al primo piano, ove gli ampi corridoi, ornati da busti e lapidi commemorative, si aprono sulle numerose aule.
Di particolare pregio risultano l'Aula dei Filosofi, ricca di antiche tele ovali, e l'Aula Magna, ricoperta da una volta a vela, che presentano ancora le cattedre e gli stalli lignei originari lungo le pareti.